# The Last Kiss (película de 1931)
The Last Kiss es una película muda de la India británica de 1931, dirigida por Ambuj Gupta. La película fue producida por la familia Dhaka Nawab y es la primera película de Bangladés en ser de larga duración. Filmado en Daca, el trabajo de posproducción se realizó en Calcuta. The Last Kiss fue lanzado por el Teatro Mukul. La película se considera perdida.
Las dos actrices principales de la película, Charubala Devi y otra conocida como «Lolita», fueron traídas de un burdel en Daca. La película fue vendida a la Aurora Film Company de Calcuta.

## Argumento
El argumento completo de la película es desconocido, y fuentes varían al respecto. Khaza Shahed dijo que se trataba de un conflicto entre dos miembros de una familia. Khaza Zahir dijo que la trama involucraba el secuestro de la esposa del héroe, y el héroe luego la encontró posteriormente en el dormitorio del villano, lo que llevó a una pelea en la que tanto el héroe como su esposa mueren.

## Reparto
- Khaza Azmal como un héroe.
- Khaza Nasrullah como un villano.
- Lolita como la esposa del héroe.
- Shailen Roy como jefe de ladrones.
- Khaza Adel como un arrendador.
- Khaza Zahir como un ladrón.
- Syed Shahebe Alam como un oficial de policía
- Charubala Devi como la esposa del arrendador.
- Harimoti como bailarina y cantante.
- Khaza Shahed como actor infantil.
- Baby Tuntun como niño actor.

## Producción
En 1928, Ambuj Gupta, entrenador deportivo en la Universidad Jagannath, dirigió la película muda Sukumari. En octubre de 1929, poco después de terminar ese proyecto, comenzó a trabajar en The Last Kiss. Presentó la cinematografía de Khaza Azad y Khaza Azmal. La actriz principal de 14 años, acreditada como «Lolita», era proveniente de un burdel llamado Badamtoli en Daca, y la actriz de reparto Charubala Devi era proveniente de otro burdel llamado Kumartuli. La producción se filmó por completo en la parte oriental de la (entonces) provincia de Bengala de la India británica, y la postproducción concluyó en Calcuta, India.
Las tarjetas de título se exhibieron en tres idiomas: bengalí, inglés y urdu. Gupta compuso las tarjetas de título en los dos primeros idiomas, y los títulos en urdu fueron producidos por el Dr. W. H. Andalib Shadani. The Last Kiss es la primera película de Bangladés que se considera sea de larga duración.

## Lanzamiento
The Last Kiss fue estrenada en 1931 en el Teatro Mukul (ahora el Teatro Azad). Ramesh Chandra Majumdar, un profesor que asistió al estreno, otorgó dos medallas de oro a Khaza Shahed y Baby Tuntun. En el mismo año, la única impresión de The Last Kiss 'fue comprada por Aurora Film Company de Calcuta para la distribución de la película. La impresión y el negativo de la película se consideran perdidos.
El elenco y el equipo de la película se separaron al completar la película. Las dos actrices, Lolita y Charubala Devi, regresaron a los burdeles de donde provinieron, y el director Ambuj Gupta emigró a Calcuta.